# Mouton (Charente)
Mouton település Franciaországban, Charente megyében. Lakosainak száma 223 fő (2022. január 1.). Mouton Lichères, Puyréaux, Saint-Ciers-sur-Bonnieure, Saint-Front, Mansle-les-Fontaines és Aunac-sur-Charente községekkel határos.

## Népesség
A település népességének változása:
| Lakosok száma | 259  | 212  | 194  | 220  | 226  | 221  | 224  | 223  | 222  | 223  |
|               | 1968 | 1982 | 1990 | 2006 | 2013 | 2015 | 2017 | 2019 | 2020 | 2022 |